# Erynnia ocypterata
Erynnia ocypterata är en tvåvingeart som först beskrevs av Fallen 1810.  Erynnia ocypterata ingår i släktet Erynnia och familjen parasitflugor. Arten är reproducerande i Sverige. Inga underarter finns listade i Catalogue of Life.